# 小代雷維赤卡
49°59′51″N 27°42′57″E / 49.99750°N 27.71583°E
小代雷維赤卡（羅馬化：Mala Derevychka）是烏克蘭的北部村落，隸屬日托米爾州的日托米爾區。該村面積14.86平方公里，海拔高度236米，2001年人口510，人口密度每平方公里34.32人。